# 托勒密世界地圖

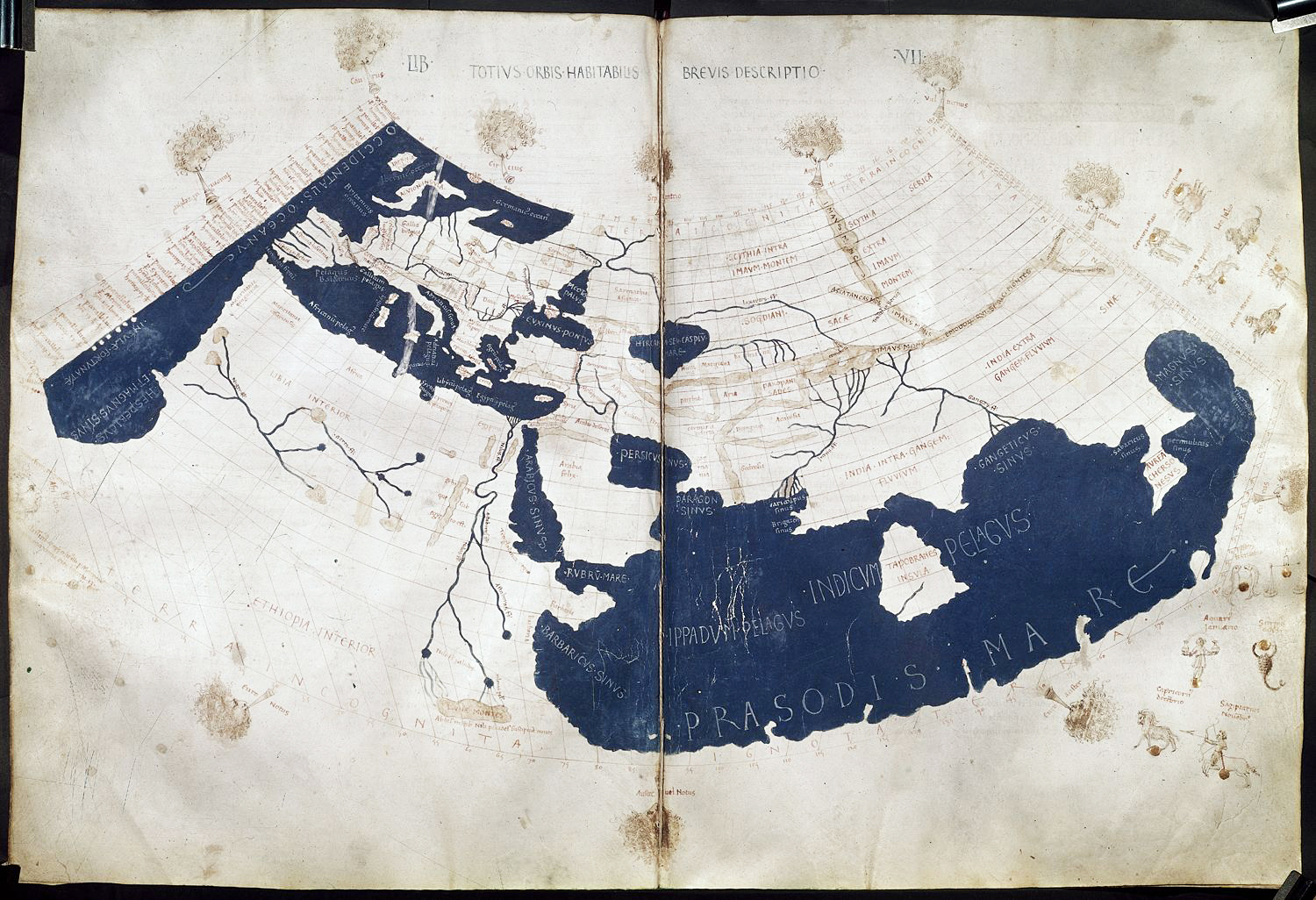
托勒密世界地圖，本圖為15世紀時根據公元150年的《地理學指南》所重製，最右邊標有「Sinae」（中國），「Taprobane」島（錫蘭或斯里蘭卡，尺寸被過於放大）和「Aurea Chersonesus」（中南半島）。

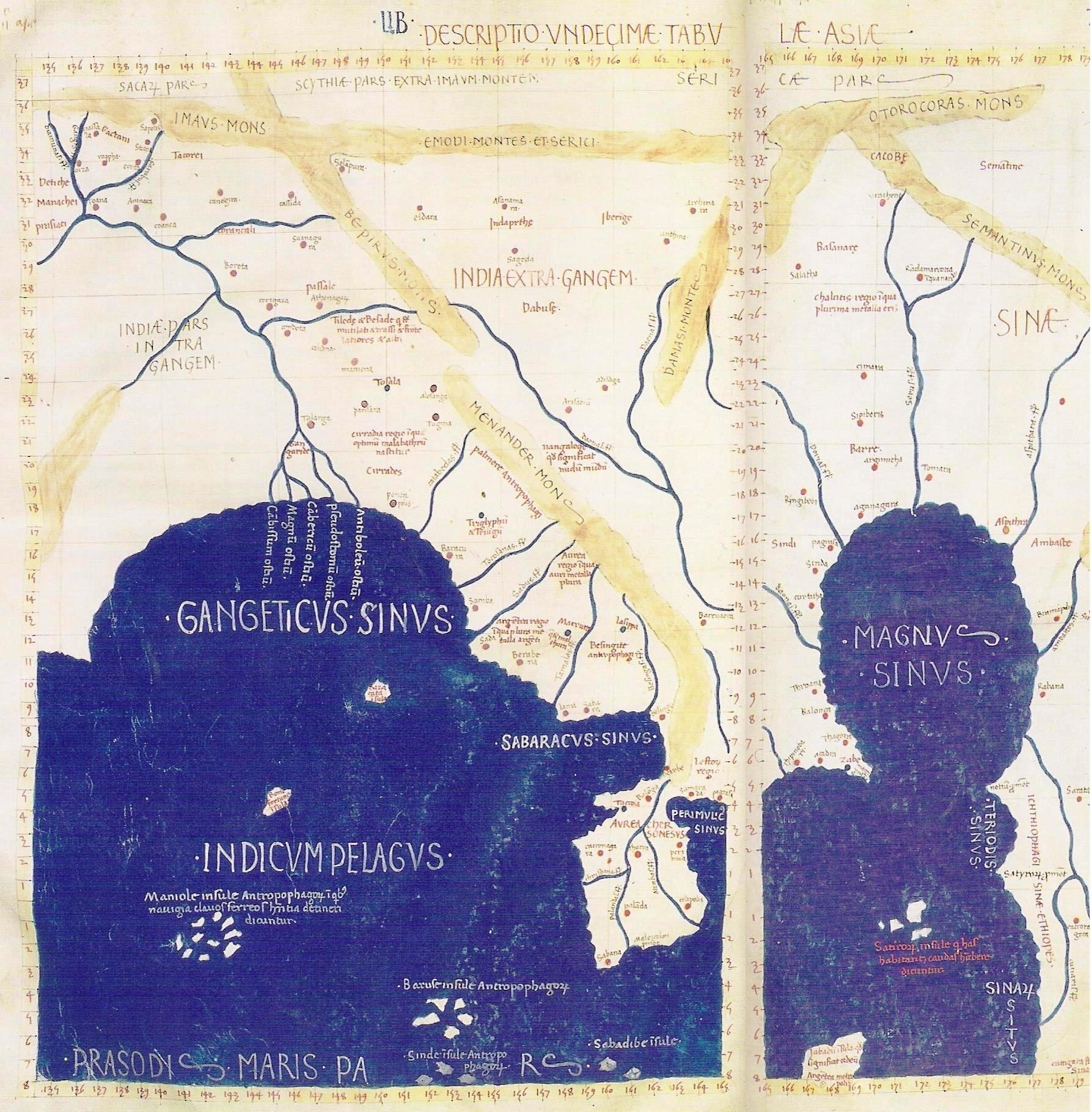
托勒密世界地圖中東亞和東南亞的細節。左邊是恒河灣（孟加拉灣），中間是中南半島，右邊是南海以及“Sinae”（中國）。

托勒密世界地圖（英語：Ptolemy's world map）是描繪2世紀的希臘羅馬社會所知世界的地圖。它基於托勒密在公元150年左右著作的 《地理學指南》中的描述，根據最早的倖存手稿紀錄，這份地圖傳說出自古希臘或希臘化時期一名委名為「亞歷山大的阿伽忒俄斯」的地圖製作者 。
托勒密地圖最值得注意的特徵是首次使用了經緯度線，並透過天文觀測對地面定位。《地理學指南》曾在9世纪時從希臘語翻譯成阿拉伯語，並對花拉子米的作品有所影響，在這之後雖然慢慢為人所遺忘。然而，大域座標系（global coordinate system）的概念已徹底改變歐洲的地理學思想，並啟發了更多的地圖學上的數學處理。
托勒密的作品最初可能附有地圖，但未曾被找到。當前的地圖形式是1295年後不久由馬克西姆·普拉努得斯（Maximus Planudes）指導的拜占庭修士根據托勒密坐標所重建，這可能不是原始文本中的地圖，因為它使用的是托勒密提供的兩個備選投影中較不受青睞的方案。

## 大陸
大陸被列為歐洲、亞洲和利比亞洲（非洲）。世界洋只出現在地圖西邊。該地圖區分了兩個大型封閉海域：地中海和印度洋（Indicum Pelagus）。由於馬里努斯和托勒密對地球周長估算有誤，使得當以弧度表示地中海時會延伸過頭；又由於他們過度參考喜帕恰斯，他們誤將印度洋與未知陸地的東岸和南岸圍了起來，這使地圖無法確定世界洋的西海岸。
印度地區在印度河和恆河之間的區域，但半島面積大幅縮水。錫蘭（塔普羅巴納）則被過度放大。馬來半島被冠以「黃金半島」（Golden Chersonese）之稱，取代了早期參考印度人對蘇門答臘礦藏的描述所使用的「黃金島」（Golden Island）。在黃金半島之外是由泰國灣和南海構成的大海灣（Magnus Sinus），被認為是由印度洋周邊未知陸地所圍繞的海域。由於從陸上絲路和海上絲路得到的說法不一，中國被分為兩個區域「秦國」（Sinae）和「絲綢之國」（Serica）。
《地理學指南》與其所衍生的地圖可能在羅馬帝國向東方擴張的過程中發揮重要影響。自2世紀起，廣泛的貿易遍及整個印度洋，在印度已經發現許多羅馬貿易港口。從這些港口向中國出發的羅馬使團，中國歷史從166年左右開始有所記載。
丹麥歷史學家古德蒙德·舒特（Gudmund Schütte）試圖重建托勒密世界地圖中的丹麥。它包括幾個地名和部落名稱，舒特賦予其中一些名稱當代的對應位置。最醒目的特點是日德蘭半島，位於易北河（Albis Trêva）以北，薩克森群島（Saxonôn Nesôi）以西，斯坎迪亞群島（Skandiai Nêsoi）以東。斯坎迪亞群島東側是更大的斯坎迪亞島，哥特人居住在斯坎迪亞島中部，東部則居住著菲萊索伊人（Phiraisoi）。

## 外部連結
- Ptolemaic images （页面存档备份，存于） at the European Library
- https://www.lib.umn.edu/apps/bell/map/PTO/TOUR/indexptt.html （页面存档备份，存于）, the first to use Ptolemy's 2nd projection, at the University of Minnesota
- Late Ptolemaic maps （页面存档备份，存于） at Columbia University
- Richard Donohue's presentation of Ptolemy's projection with modern geographic knowledge
- GIS Analysis and Digital Reconstruction of Ptolemy's India beyond the Ganges, Serike and Sinae （页面存档备份，存于）
- Iterative Reconstruction of Ptolemy’s West Africa Using Modern GIS Analysis （页面存档备份，存于）
- Visualization and GIS Analysis of Ptolemy’s One-Sided Globe in the Old and Modern Contexts （页面存档备份，存于）